# Stade Michel d'Ornano
Stade Michel d'Ornano je fotbalový stadion ve francouzském městě Caen. Na stadionu hraje klub SM Caen od jeho otevření v roce 1993, jeho kapacita je 21 500 míst. Nese jméno známého francouzského politika Michela d'Ornano.

## Výstavba
Konstrukce stadionu probíhala mezi prosincem 1991 a červnem 1993 s cílem nahradit stadion de Venoix, jehož kapacita (9000 míst) již nebyla dostačující pro prvoligový klub. Starý stadion je však stále využíván pro zápasy Caenské rezervy.
Celý projekt stál 149 milionů franků (cca 600 milionů korun). Na staveništi se vystřídalo celkem 150 dělníků, kteří za 250 000 hodin čisté práce museli vytěžit na 20 000 m³ zeminy a umístit přes 20 000 m³ betonu. Stadion se mimo jiné stal součástí nové čtvrti Venoix s obytnými novostavbami, komerčními centry apod.

## Otevření
Stadion byl slavnostně otevřen 6. června 1993 za přítomnosti Édouarda Balladura, tehdejšího francouzského premiéra. Při této příležitosti sehrálo SM Caen exhibiční utkání s Bayernem Mnichov, jež skončilo vítězstvím domácích 4-1.

## Mezinárodní utkání
Stade Michel d'Ornano hostil také dva zápasy francouzské reprezentace :
- Francie 3-1  Rusko (28. července 1993)
- Francie 2-0  Izrael (15. listopadu 1995)

Kvalifikační zápas na ME U21 zde odehrála i francouzská reprezentace do 21 let :
- Francie 1-1  Izrael (7. října 2006)

Během přípravy na MS 1998 zde odehrála reprezentace Anglie přátelské utkání s místním SM Caen
- SM Caen 0-1  Anglie (9. června 1998)

## Statistické údaje

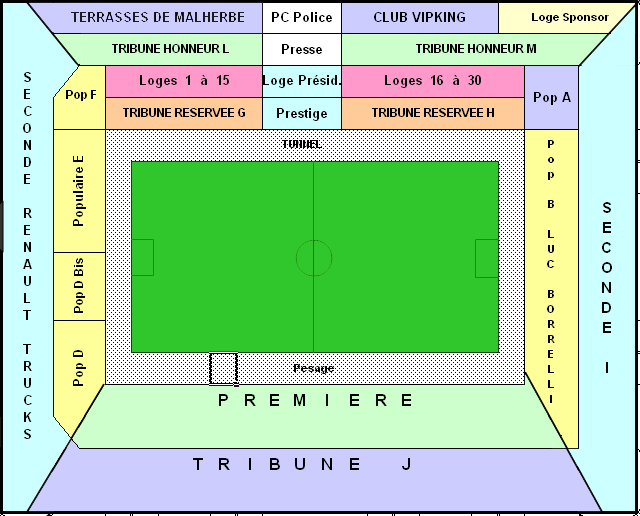
Plánek stadionu

Původní kapacita stadionu byla 22 864 míst, ale byla postupně redukována – došlo např. ke zrušení míst na stání u plotů, nebo k rekonstrukci sektoru hostí. Dnešní kapacita tak je 21 500, ale není vyloučeno další její další snižování. Současný rekord v návštěvnosti drží zápas s Olympique Marseille 4. prosince 2004, který vidělo celkem 20 972 diváků.
Rozměry hrací plochy jsou 105 m na délku a 68 m na šířku o celkové ploše 7140 m². Aby se nemusely stavět příliš vysoké tribuny, trávník je umístěn 6 metrů pod úrovní okolní země.
Zvenku má stadion rozměry 180 x 163 m, dosahuje výšky 18,5 m. Pod střechou je umístěno na 100 reflektorů, které produkují osvětlení 1400 lx.

## Struktura
Na stadionu chybí atletická dráha, divákům je tak umožněno být relativně blízko hřiště. Vystavěna jsou dvě patra, jež jsou rozdělena do několika tribun. Celkový obvod ochozů je 10 500 m.

### Konstrukce
Počátek výstavby sestával z vyhloubení jámy 120 x 80 m, v níž byl vysazen trávník. Zatímco se pažit pěstoval, byly kolem něj postupně stavěny tribuny. Jeřáby instalovaly jednotlivé spodní i vrchní ochozy, sedačky (ve třech různých barvách) byly umístěny na závěr.

## Modelovýstadion
Stadion Michela d'Ornano byl prvním v jakési sérii. Sdružení caenských architektů díky svému nápadu, struktuře a vybavení totiž inspirovalo výstavbu řady dalších francouzských stadionů. Jedná se například o stadion Rennes (Route de Lorient), Sedanu (Stade Louis-Dugauguez), nebo Sochaux (Stade Auguste Bonal). Podobají se pak zejména vnitřní stavbou, zvenčí působí odlišněji.